# Apostolska nunciatura v Avstraliji
Apostolska nunciatura v Avstraliji je diplomatsko prestavništvo (veleposlaništvo) Svetega sedeža v Avstraliji, ki ima sedež v Canberri; ustanovljena je bila 15. aprila 1914.
Trenutni apostolski nuncij je Adolfo Tito Camacho Yllana.

## Seznam apostolskih nuncijev
- Bonaventura Cerretti (5. oktober 1914 - 6. maj 1917)
- Bartolomeo Cattaneo (19. maj 1917 - ?)
- Giovanni Panico (17. oktober 1935 - 28. september 1948)
- Paolo Marella (27. oktober 1948 - 15. april 1953)
- Romolo Carboni (28. september 1953 - 2. september 1959)
- Maximilien de Fürstenberg (21. november 1959 - 28. april 1962)
- Domenico Enrici (1. oktober 1962 - 26. april 1969)
- Gino Paro (5. maj 1969 - 1978)
- Luigi Barbarito (10. junij 1978 - 21. januar 1986)
- Franco Brambilla (22. februar 1986 - 3. december 1998)
- Francesco Canalini (3. december 1998 - 8. september 2004)
- Ambrose Battista De Paoli (18. december 2004 - 10. oktober 2007)
- Giuseppe Lazzarotto (22. december 2007 - 18. avgust 2012)
- Paul Richard Gallagher (11. december 2012 - 8. november 2014)
- Adolfo Tito Camacho Yllana (17. februar 2015 - danes)